# Eduard al VIII-lea al Regatului Unit
Eduard al VIII-lea (engleză Edward VIII) (Edward Albert Christian George Andrew Patrick David, mai târziu Duce de Windsor), (n. 23 iunie 1894, Greater London, Anglia, Regatul Unit al Marii Britanii și Irlandei – d. 28 mai 1972, Paris, Région parisienne, Franța) a fost rege al Marii Britanii, Irlandei și împărat al Indiei de la moartea tatălui său, George al V-lea, din 20 ianuarie 1936 până la abdicarea sa din 11 decembrie 1936
. A fost al doilea monarh al Casei de Windsor, după ce tatăl său a schimbat numele casei regale din Saxa-Coburg-Gotha în 1917.

## Primii ani

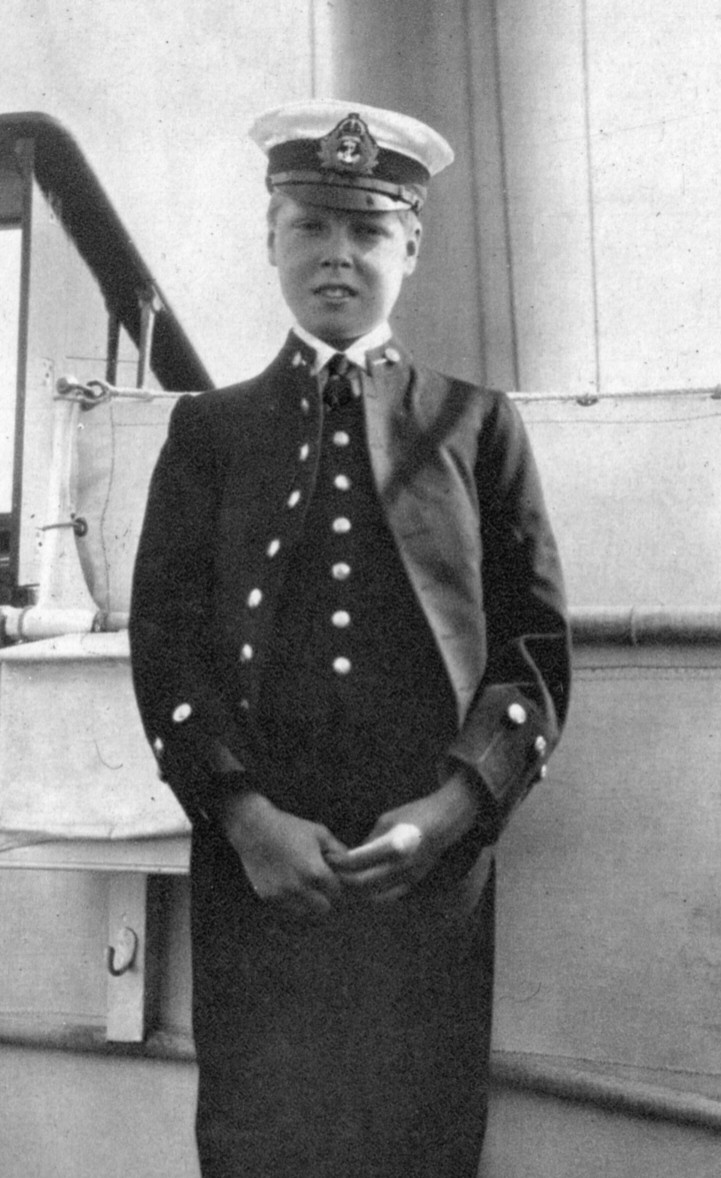
Prințul Eduard, "Micul David", fotografiat de bunica lui Regina Aleksandra.

Eduard al VIII-lea s-a născut la 23 iunie 1894, la White Lodge în Richmond, Anglia. A fost fiul cel mare al Ducelui de York (mai târziu regele George al V-lea) și al Ducesei de York (mai târziu regina Mary). Tatăl său era al doilea fiu al Prințului de Wales (mai târziu regele Eduard al VII-lea) și al Prințesei de Wales (mai târziu regina Alexandra). Mama sa era fiica cea mare a Ducelui de Teck și a Ducesei de Teck. ca strănepot al reginei Victoria pe linie masculină, la naștere, Eduard a primit titlul de Alteța Sa Regală Prințul Eduard.
A fost botezat Edward Albert Christian George Andrew Patrick David la White Lodge la 16 iulie 1894, de Edward White Benson, arhiepiscop de Canterbury. Numele au fost alese în onoarea Prințului Albert Victor, Duce de Clarence și Avondale, care era numit în familie "Eddy" sau Edward, și a străbunicului său regele Christian al IX-lea al Danemarcei. Numele Albert a fost inclus la inițiativa reginei Victoria iar ultimele lui patru nume - George, Andrew, Patrick și David - vin de la sfinții care patronează Anglia, Scoția, Irlanda și Wales. Familia și prietenii apropiați îi spuneau pe ultimul nume, David.
După decesul reginei Victoria în 1901, când părinții lui au făcut turul imperiului britanic pentru aproape nouă luni de zile, tânărul Eduard și frații lui au rămas în Marea Britanie cu bunicii regina Alexandra și regele Eduard al VII-lea, care și-au înconjurat nepoții cu dragoste. La întoarcerea părinților săi, Eduard a fost plasat în grija a doi oameni, Frederick Finch și Henry Hansell.
Eduard a rămas sub tutela strictă a lui Hansell până la vârsta de 13 ani; În 1907, Eduard a trecut examenul și a intrat la Osborne Naval College. A urmat cursurile timp de doi ani și apoi a fost mutat la Royal Naval College din Dartmouth. Când tatăl său, George al V-lea, a devenit rege la 6 mai 1910 automat Eduard a devenit Duce de Cornwall și Duce de Rothesay. O lună mai târziu, la aniversarea a 16 ani, a fost numit Prinț de Wales și a început pregătirea pentru a deveni rege.

## Prinț de Wales

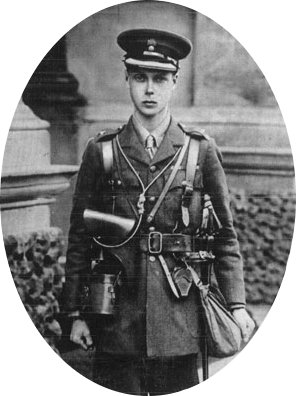
Eduard în timpul Primului Război Mondial

Eduard a fost investit oficial Prinț de Wales printr-o ceremonie specială la Castelul Caernarfon la 13 iulie 1911.
Când a izbucnit Primul Război Mondial (1914–18), Eduard atinsese vârsta minimă pentru serviciul militar și a fost dornic să participe. S-a alăturat regimentului Grenadier Guards, în iunie 1914, și deși Eduard a fost dispus să servească pe front, secretar de stat pentru război, Lordul Kitchener, a refuzat să-i permită, invocând răul imens care ar apărea dacă moștenitorul tronului ar fi fost capturat de către inamic.
În ciuda acestui fapt, Eduard a vizitat linia frontului cât de des a putut, lucru pentru care a primit Crucea Militară în 1916. Rolul său în război, deși limitat, l-a făcut popular printre veterani. Eduard a participat la primul său zbor militar în 1918 iar mai târziu și-a luat diploma de pilot.
De-a lungul anilor 1920 Eduard, ca Prinț de Wales, l-a reprezentat pe tatăl său, regele George al V-lea, acasă și în străinătate în multe ocazii. Avea un interes deosebit de a vizita zonele afectate de sărăcie din țară, și a făcut 16 turnee în diferite părți ale imperiului între 1919 și 1935.
Rangul său, călătoriile, faptul că arăta bine și statutul de celibatar l-au adus în atenție; curând el a devenit versiunea din anii 1920 a unui star de cinema. La apogeul popularității sale, a devenit celebritatea cea mai fotografiată a timpului său și dădea tonul în modă.
Comportamentul afemeiat și compulsiv al lui Eduard de-a lungul anilor 1920 și 1930 i-a îngrijorat pe primul ministru Baldwin, regele George al V-lea, și pe cei apropiați prințului. George al V-lea a fost dezamăgit de eșecul lui Eduard de a fi stabil în viață și dezgustat de aventurile lui cu multe femei căsătorite. Regele a fost reticent în a-l vedea pe Eduard să moștenească coroana și spunea despre Eduard: "După ce am să mor, băiatul se va ruina în 12 luni".
Eduard s-a maturizat și a rămas necăsătorit în timp ce fratele lui mai mic, Albert ("Bertie"), era deja căsătorit cu Elizabeth și avea două fete: Elisabeta ("Lilibet") și Margaret. Regele spunea: "Mă rog ca fiul meu cel mare Eduard să nu se căsătorească niciodată și să nu aibă copii și astfel Bertie și Lilibet să poată să urce pe tron."
În 1930, regele i-a dat lui Eduard o casă, Fort Belvedere, în apropiere de Sunningdale, Anglia. Acolo, Eduard a avut relații cu o serie de femei căsătorite inclusiv cu Freda Dudley Ward, Lady Furness și Wallis Simpson. Doamna Simpson divorțase de primul ei soț în 1927 și era căsătorită cu Ernest Simpson, un om de afaceri jumătate englez, jumătate american. Doamna Simpson și Prințul de Wales au devenit iubiți în timp ce Lady Furness era în călătorie în străinătate. Relația lui Eduard cu doamna Simpson a lovit puternic relația și așa slabă cu tatăl său. Deși regele și regina au întâlnit-o pe doamna Simpson la Palatul Buckingham în 1935, mai târziu ei au refuzat s-o mai primească. Însă Eduard era îndrăgostit de Wallis iar cuplul devenea din ce în ce mai apropiat.

## Domnie

Monograma regală a lui Eduard al VIII-lea.

Regele George al V-lea a murit la 20 ianuarie 1936 iar Eduard i-a succedat la tron ca regele Eduard al VIII-lea. A doua zi a rupt protocolul regal privind proclamarea propriei ascensiuni la tron de la fereastră în compania doamnei Simpson care era încă o femeie căsătorită. Eduard al VIII-lea a devenit primul monarh al Commonwealth-ului care a zburat cu o aeronavă atunci când a zburat de la Sandringham la Londra pentru "Accession Council".
Eduard a provocat neliniște în cercurile guvernamentale, acțiuni care au fost interpretate ca un amestec în chestiuni politice. Atunci când a vizitat satele miniere din South Wales, observația regelui că "trebuie făcut ceva" pentru minerii șomeri a fost văzută ca o critică directă a guvernului. Miniștrii erau reticenți în a trimite documente confidențiale și documente de stat la Fort Belvedere, deoarece era clar că Eduard le acorda puțină atenție și din cauza riscului crescut ca doamna Simpson sau alți oaspeți să le vadă.
În august și septembrie, Eduard și doamna Simpson au navigat la bordul iahtului Nahlin pe Mediterana de est. În octombrie a devenit clar că noul rege intenționa să se căsătorească cu Simpson, mai ales când acțiunea de divorț dintre doamna și domnul Simpson a fost adusă la curtea de la Ipswich.
Au fost făcute pregătirile necesare pentru toate situațiile neprevăzute inclusiv pentru încoronarea regelui Eduard și a reginei Wallis. Din cauza implicațiilor religioase ale căsătoriei, planul de ceremonie nu includea locul tradițional de încoronare Westminster Abbey ci Casa Banqueting din  Whitehall.

## Abdicarea

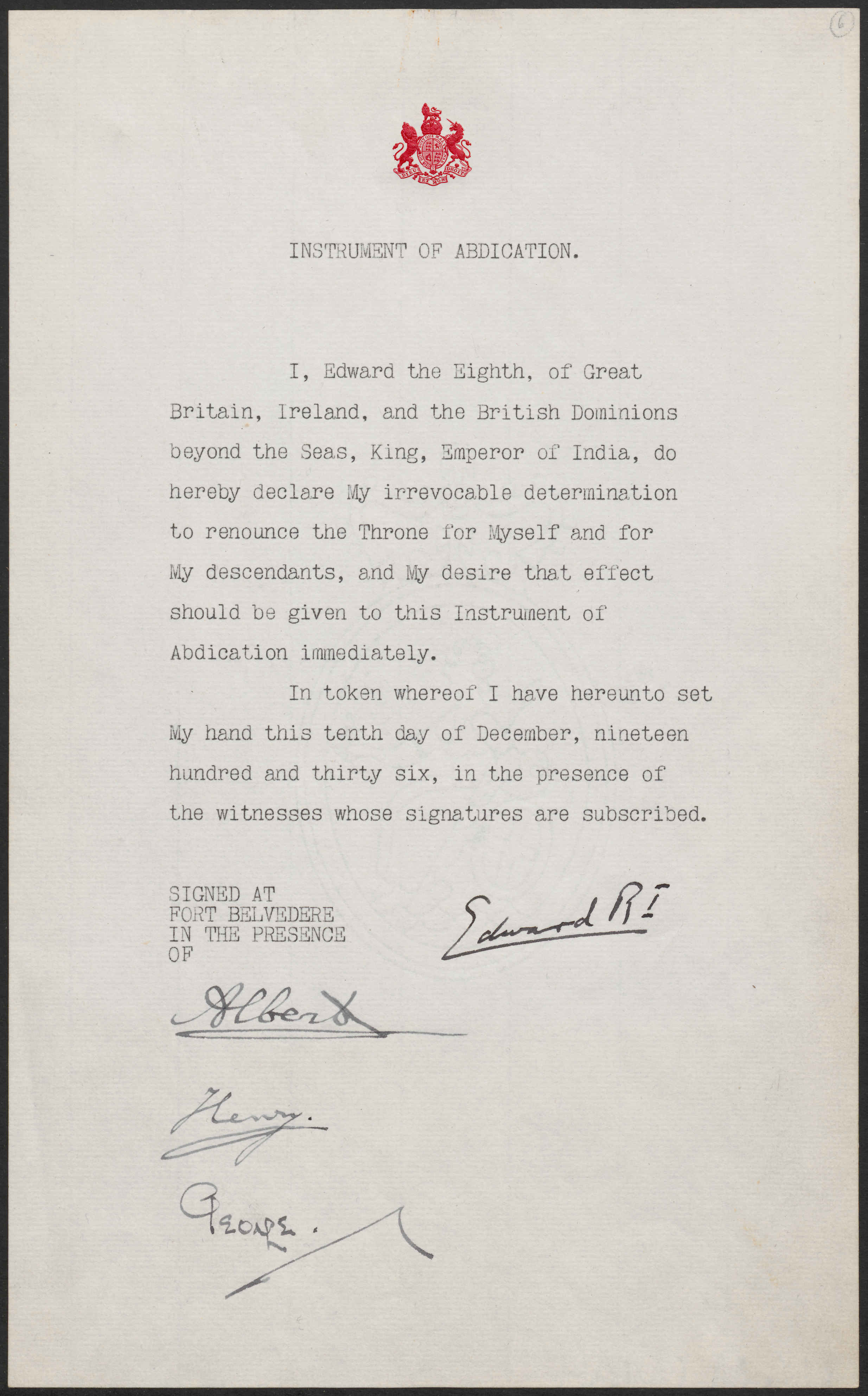
Actul de abdicare, 1936.

La 16 noiembrie 1936, Eduard l-a invitat pe prim-ministrul Stanley Baldwin la Palatul Buckingham și și-a exprimat dorința de a se căsători cu Wallis Simpson când ea va deveni liberă pentru a se recăsători. Baldwin l-a informat pe rege că supușii săi ar considera căsătoria moral inacceptabilă, deoarece recăsătoria, atât timp cât fostul soț este în viață, este în opoziție cu Biserica Anglicană, iar oamenii n-o vor tolera pe Wallis ca regină. Ca rege, Eduard deținea și rolul de guvernator suprem al Bisericii Anglicane, iar clerul aștepta de la el să sprijine învățăturile bisericii.
Eduard a propus o soluție alternativă a unei căsătorii morganatice, în care el să rămână rege, dar Wallis să nu devină regină. În schimb, ea va deține un titlu mai mic, iar copiii nu vor avea drept de moștenire asupra tronului. Propunerea a fost respinsă de cabinetul britanic ca și de alte guverne ale dominioanelor britanice. Poziția prim-miniștrilor ai Australiei, Canadei și Africii de Sud a fost clar de opoziție la căsătoria regelui cu o femeie divorțată; premierul irlandez și-a exprimat indiferența și detașarea, în timp ce premierul Noii Zeelande, care nici nu auzise de doamna Simpson înainte, șovăia în neîncredere. În fața acestor opoziții, primul răspuns al lui Eduard a fost: "nu sunt mulți oameni în Australia" și opinia lor nu contează.
Regele l-a informat pe Baldwin că va abdica dacă nu va putea să se căsătorească cu Mrs. Simpson. Atunci Baldwin i-a prezentat regelui trei variante: să renunțe la ideea căsătoriei, să se căsătorească împotriva dorinței miniștrilor sau să abdice. Era clar că Eduard nu era pregătit să renunțe la doamna Simpson și, în același timp, știa că dacă se va căsători împotriva sfaturilor miniștrilor, va provoca demisia guvernului, ceea ce va duce la o criză constituțională. A ales să abdice.
Eduard a semnat actul de abdicare la Fort Belvedere la 10 decembrie 1936 în prezența fraților săi mai mici Ducele de York, Ducele de Gloucester și Ducele de Kent (fratele cel mai mic, Prințul John, a murit în 1919). A doua zi a avut loc declarația Majestății Sale la Actul de abdicare.
În noaptea de 11 decembrie 1936, Eduard, acum cu titlul de prinț, a transmis națiunii și imperiului prin intermediul unei transmisii radio decizia sa de abdicare și explicațiile sale: Mi s-a părut imposibil să accept această imensă responsabilitate și să accept îndatoririle mele de rege fără ajutorul femeii pe care o iubesc.
După transmisia radio, Eduard a părăsit Regatul Unit pentru Austria. Fratele său, Prințul Albert, Duce de York, i-a succedat la tron ca George al VI-lea. Fiica cea mare a lui George, Prințesa Elisabeta, a devenit prima în linia de succesiune ca moștenitoare prezumtivă.

## Duce de Windsor
La 12 decembrie 1936, George al VI-lea a anunțat că-l numește pe fratele său "Duce de Windsor". Voia ca acesta să fie primul act al domniei sale deși formal documentul nu a fost semnat până la 8 martie al anului următor.
Ducele de Windsor s-a căsătorit cu Mrs. Simpson, care și-a schimbat numele în Wallis Warfield, în cadrul unei ceremonii private la 3 iunie 1937, la Castelul de Candé, în apropiere de Tours, Franța. Noul rege a interzis membrilor familiei regale să participe la nuntă.

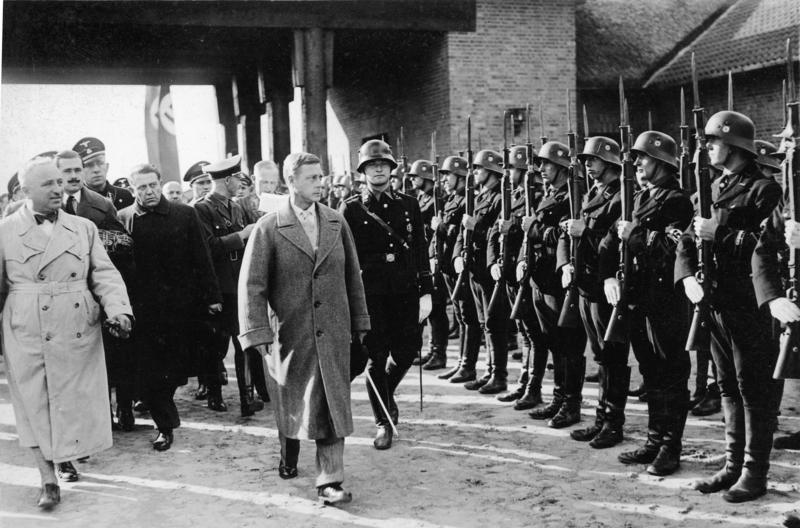
Ducele împreună cu Robert Ley, 1937

Regele și regina au cumpărat de la Eduard Casa Sandringham și Castelul Balmoral. Acestea erau proprietățile personale ale lui Eduard moștenite de la tatăl său regele George al V-lea și deci nu au trecut automat în proprietatea lui George al VI-lea. Relațiile dintre Ducele de Windsor și restul familiei regale au fost încordate ani de zile. În primele zile ale domniei lui George al VI-lea, Ducele telefona zilnic întrebând de bani și dacă Ducesei i se va garanta titlul de "Alteță Regală", până când regele hărțuit a cerut să nu i se mai primească apelul.
Ducele a presupus că se va stabili în Marea Britanie, după un an sau doi de exil în Franța. Cu toate acestea, regele (cu sprijinul mamei lor, regina Mary, și al soției sale regina Elizabeth) a amenințat să întrerupă venitul lui Eduard, în cazul în care se întoarce în Marea Britanie fără invitație.
În octombrie 1937, Ducele și Ducesa au vizitat Germania nazistă, împotriva sfatului guvernului britanic și s-au întâlnit cu Adolf Hitler la Obersalzberg. Vizita a fost mult mediatizată de media germană. În timpul vizitei Ducele a făcut salutul nazist. Fostul ambasador austriac, contele Albert von Mensdorff-Pouilly-Dietrichstein, care era și verișor de gradul doi și prieten cu George al V-lea, a crezut că Eduard a favorizat fascismul german ca un bastion împotriva comunismului, și chiar că inițial a favorizat o alianță cu Germania. Hitler l-a considerat pe Eduard prietenos față de Germania nazistă și s-a gândit că relațiile anglo-germane ar fi putut fi îmbunătățite prin Eduard dacă acesta nu ar fi abdicat.
Ducele și Ducesa s-au stabilit în Franța. La izbucnirea celui de-al Doilea Război Mondial în septembrie 1939, ei au fost aduși înapoi în Marea Britanie de către Lordul Mountbatten la bordul navei Kelly iar Ducele a fost numit general-maior atașat misiunii militare britanice în Franța. În februarie 1940, ministrul german la Haga, contele Julius von Zech-Burkersroda, a susținut că Ducele a dezvăluit planurile Aliaților pentru apărarea Belgiei. Când Germania a invadat nordul Franței în mai 1940, Ducele și Ducesa au plecat în sud, pentru început la Biarritz, apoi în iunie în Spania; în iulie cuplul s-a mutat la Lisabona.  

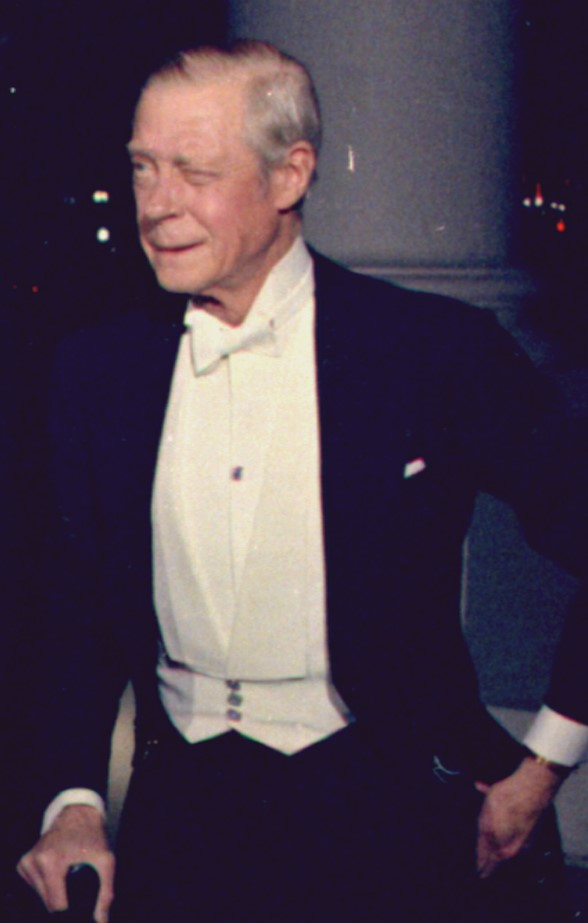
Ducele de Windsor, 1970.

În timpul ocupației Franței, Ducele a cerut forțelor germane să plaseze gărzi la casele lui din Paris și de pe Rivieră, lucru care s-a întâmplat. Un interviu defetist al Ducelui a fost picătura care a umplut paharul guvernului britanic. Prim-ministrul Winston Churchill l-a amenințat pe Duce cu curtea marțială dacă nu se întoarce pe pământ britanic. În august, o navă britanică a debarcat perechea la Bahamas, unde ducele a fost numit guvernator. Nu i-a plăcut poziția și s-a referit la insule ca "o colonie britanică din clasa a treia". Ministerul de Externe britanic a obiectat energic atunci când perechea a planificat să facă un tur la bordul unui iaht aparținând unui magnat suedez, Axel Wenner-Gren, pe care serviciul secret american l-a considerat în mod eronat a fi un prieten apropiat al comandantului Hermann Göring. Cu toate acestea, Ducele a fost apreciat pentru eforturile sale de combatere a sărăciei pe insule. A demisionat la 16 martie 1945.
Mulți istorici au sugerat că Hitler era pregătit să-l restabilească pe Eduard ca rege, în speranța de a stabili un fascist în Marea Britanie. Este admis pe scară largă că Ducele și Ducesa au simpatizat cu fascismul înainte și în timpul celui de-al Doilea Război Mondial și au fost mutați în Bahamas pentru a minimiza posibilitățile lor de a acționa. Președintele american Franklin D. Roosevelt a ordonat supravegherea Ducelui și a Ducesei atunci când ei au vizitat Palm Beach, Florida, în aprilie 1941. Ducele Carl Alexander de Württemberg (atunci călugăr într-o mănăstire americană) a convins FBI că Ducesa avusese o relație cu ambasadorul german la Londra, Joachim von Ribbentrop, și a rămas în relație cu el continuând scurgerea de secrete.
Este sigur faptul că George al VI-a a trimis bibliotecarul regal Owen Morshead însoțit de Blunt (care atunci lucra atât pentru biblioteca regală cât și pentru serviciile secrete britanice) la Friedrichshof în martie 1945 pentru a asigura documentele referitoare la împărăteasa germană Victoria, fiica cea mare a reginei Victoria. Parte din arhiva castelului, inclusiv scrisorile dintre fiică și mamă, precum și alte obiecte de valoare au fost furate de jefuitori, dintre care unele au fost recuperate mai târziu la Chicago, după război. Lucrările salvate de Morshead și Blunt și cele returnate de către autoritățile americane din Chicago au fost depuse în arhiva regală.
După război, Ducele a admis în memoriile sale că a admirat gemanii dar a negat că a fost pro-nazist.

## Ultimii ani

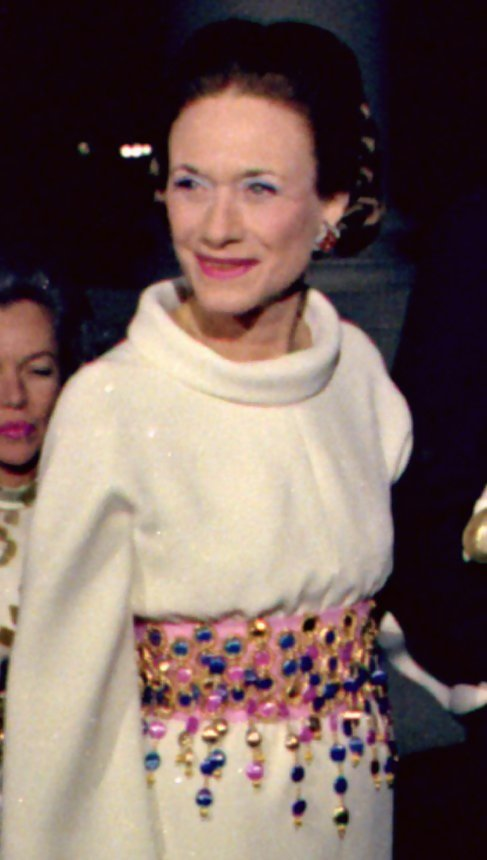
Ducesa de Windsor în 1970.

Cuplul s-a întors în Franța iar Ducele n-a mai ocupat niciodată un rol oficial. În 1951 Ducele și-a publicat memoriile, A King's Story, în care își exprimă dezacordul cu politicile liberale. Nouă ani mai târziu a scris o carte relativ necunoscută, A Family Album, despre modă și obiceiurile familiei regale de la regina Victoria până la tatăl său.
În iunie 1953, în loc să participe la ceremonia de încoronare a reginei Elisabeta a II-a de la Londra, Ducele și Ducesa au privit ceremonia la televiziunea din Paris. Ducele a spus că era neobișnuit ca un fost suveran să participe la încoronarea altuia. Ducele a fost plătit pentru a scrie articole despre ceremonie pentru Sunday Express și Women's Home Companion și cartea The Crown and the People, 1902–1953. În 1955, ei l-au vizitat pe președintele Dwight D. Eisenhower la Casa Albă.
Familia regală n-a acceptat-o niciodată pe Ducesă. Uneori Ducele s-a întâlnit cu mama și fratele său regele George al VI-lea și a participat la funeraliile lui George. În 1965, Ducele și Ducesa s-au întors la Londra. Au fost vizitați de regină, Prințesa Marina, Ducesă de Kent și Mary, Prințesă Regală și Contesă de Harewood. O săptămână mai târziu, Prințesa Regală a murit iar ei au participat la funeralii. În 1967 s-au alăturat familiei regale pentru centenarul nașterii reginei Mary. Ultima ceremonie la care a participat Ducele a fost înmormântarea Prințesei Marina în 1968. A refuzat invitația reginei de a participa la investitura Prințului de Wales în 1969.
În anii 1960, sănătatea Ducelui s-a deteriorat. În decembrie 1964, a fost operat de Michael DeBakey la Houston de anevrism al aortei abdominale iar în februarie 1965 o detașare a retinei ochiului stâng a fost tratată de Sir Stewart Duke-Elder. La sfârșitul anului 1971, Ducele, care era fumător de la o vârstă mică, a fost diagnosticat de cancer la gât și a fost supus terapiei cu cobalt. Regina Elisabeta a II-a i-a vizitat în 1972 în timpul unei vizite de stat în Franța.
La 28 mai 1972, Ducele a murit la casa sa din Paris, la vârsta de 77 de ani. Corpul său a fost dus în Marea Britanie la Castelul Windsor. Un serviciu funerar a avut loc la 5 iunie în prezența reginei, a familiei regale și a Ducesei. În timpul vizitei, Ducesa a locuit la Palatul Buckingham.
Fragilă și suferind de o demență senilă, Ducesa a murit 14 ani mai târziu; a fost înmormântată lângă soțul ei, simplu ca "Wallis, Ducesă de Windsor".

## Titluri, onoruri și arme
| See adjacent text                                      |
| Stema de arme ca Eduard, Prinț de Wales, din 1911–1936 |

|                                                       |
| Stema de arme ca Eduard al VIII-lea al Regatului Unit |

|                                                                   |
| Stema de arme ca Eduard al VIII-lea al Regatului Unit (în Scoția) |

| See adjacent text                        |
| Stema de arme ca Eduard, Duce de Windsor |